# 南ヶ丘町
南ケ丘町（みなみがおかちょう）は、群馬県太田市にある地名（町丁）。郵便番号は370-0415。

## 概要
尾島地区にある町丁。

## 地理
町内はほとんどが住宅地になっている。

### 近隣町丁
- 堀口町

## 世帯数と人口
2022年（令和4年）3月31日現在の世帯数と人口は以下の通りである。
| 町丁     | 世帯数  | 人口  |
| -------- | ------- | ----- |
| 南ケ丘町 | 242世帯 | 522人 |

## 交通

### 鉄道
町内に鉄道は通っていない。

## 施設
- ふたば公園